# Спор
Спор — процесс отстаивания каждой из сторон своего мнения, столкновение мнений, где субъективные мнения подкрепляются объективными доказательствами. В споре каждый пытается переубедить своего оппонента.
Спор по поводу претендования на владение чем-либо (как между физическими лицами, так и между юридическими) может разрешаться в суде. Также спор может иметь значение в контексте состязания и таковыми эти действия могут быть только после того, когда спорящие объявят (заявят) друг другу, что они ведут спор, без этого это является спорным диалогом, а не спором.

## Общие сведения о споре

### Одоказательствах
Прежде чем говорить о споре и его особенностях, надо хотя бы в самых общих чертах ознакомиться с доказательствами. Ведь спор состоит из доказательств. Один доказывает, что такая-то мысль верна, другой — что она ошибочна.
Доказательство строится по следующей схеме:
1. Выяснения Тезиса доказательства.
Тезис — это основная мысль, для обоснования истинности или ложности которой собственно и строится доказательство. Поэтому первое требование в подготовке к серьёзному спору — это выяснить саму спорную мысль, выяснить тезис.
Три необходимых и достаточных пункта при выяснении тезиса:
а) Выяснение всех неясных понятий, входящих в него.
Если смысл слова в тезисе не вполне ясен и отчётлив, то надо «определить» это «слово» или понятие. Для этого на практике существуют два средства:
1) самому сформулировать определение понятия;
2) воспользоваться уже готовыми определениями.
Второй способ более предпочтителен.
В качестве источника определения можно воспользоваться энциклопедией или другой научной литературой.
Не следует доверять тому, что «когда-то об этом читал», определения следует разумно заучивать.
Следует помнить, что одно и то же понятие может иметь несколько определений.
б) Выяснение тезиса «по количеству».
Для ясности и отчетливости мышления надо знать, об одном ли только предмете идёт речь или обо всех без исключения предметах данного класса, или не обо всех, а о некоторых (большинстве, многих, почти всех, нескольких и тому подобном).
Иногда приходится выяснять, всегда ли свойственен предмету тот признак, который ему приписывается, или не всегда. Без этого мысль также часто бывает неясной.
Там, где «количество» тезиса неясно, тезис называется неопределённым по количеству.
в) Выяснение модальности тезиса.
Далее надо определить, каким мы суждением считаем тезис:
- несомненно истинным;
- достоверным;
- несомненно ложным;
- вероятным в большей или меньшей степени;
- очень вероятным, просто вероятным, и тому подобное.

Или же нам опровергаемый тезис кажется только возможным: нет доводов за него, но нет доводов и против. В зависимости от всего этого приходится приводить различные способы доказательства.
Считается, что время, потраченное на выяснение, всегда окупается.
2. Подготовка доводов.
В доказательство истинности или ложности тезиса мы приводим другие мысли, так называемые доводы или основания доказательства.
Это должны быть такие мысли, которые:
а) считаем верными не только мы сами, но и тот человек или те люди, которым мы доказываем;
б) из которых вытекает, что тезис истинен или ложен.
3. Доказательство.
В ходе доказательства каждый тезис, равно как и каждый важный довод, доказывающий его, необходимо рассматривать отдельно.
Эта работа позволяет избежать массы ошибок и значительных затрат времени при подготовке.
4. Наиболее распространённые ошибки в доказательствах можно разделить на три вида:
а) Ошибки в тезисе.
- Отступление от тезиса — Когда доказывая один тезис, доказали или доказываем другой.
- Подмена тезиса — Доказывающий нарочно подменяет один тезис другим. Обычно возникает, когда доказывающий видит, что тезиса ему не защитить или не доказать и нарочно подменивает его другим так, чтобы противник не заметил.
- Потеря тезиса — Доказывающий забыл свой тезис.

б) Ошибки в доводах.
- Ложный довод — когда доказывающий опирается на явно ложную мысль.
- Произвольный довод — когда используемый довод, хотя и не заведомо ложен, но сам требует должного доказательства.

в) Ошибки в «связи» между основаниями и тезисом («в рассуждении»).
Возникают, когда тезис не вытекает, не следует из доказательств, или же не видно их связи.
Об ошибках в рассуждении смотри статью Логические ошибки.

### Виды спора
- Дискуссия
- Прения
- Деструктивный
- Дебаты
- Полемика

### Логический такт и манера спорить
По отношению к доводам противника хороший спорщик должен избегать двух крайностей:
- он не должен упорствовать, когда или довод противника очевиден, или очевидно правильно доказан;
- он не должен слишком легко соглашаться с доводом противника, если довод этот покажется ему правильным.

Упорствовать, если довод противника сразу «очевиден» или доказан с несомненной очевидностью, неуместно и вредно для спорщика. Ясно, что человек редко имеет достаточно мужества, честности и любви к истине, чтобы сознаться в ошибке.
Однако, если спор важен и серьезен, ошибочно и принимать доводы противника без самой бдительной осторожности.
Нередко бывает так, что довод противника покажется с первого раза очень убедительным и неопровержимым, но потом, подумав как следует, мы убеждаемся, что он произволен или даже ложен. Иногда сознание этого приходит ещё в споре. Но довод принят уже, и приходится «брать согласие на него обратно» — что всегда производит неблагоприятное впечатление на слушателей и может быть использовано во вред нам, особенно — нечестным, наглым противником.
Поэтому, чем серьёзнее спор, тем должна быть выше осторожность и требовательность для согласия с доводами противника. Мерила этой требовательности и осторожности для каждого отдельного случая — «здравый смысл» и особый «логический такт». Они помогают решить, очевидно ли данный довод достоверен и не требует дальнейшей проверки или же лучше подождать с согласием на него.
Если довод кажется очень убедительным и мы не можем найти против него возражений, но осторожность все-таки требует отложить согласие с ним и прежде поразмыслить о нём получше, то мы обычно прибегаем к трем способам, чтобы выйти из затруднения.
1. Самый прямой и честный — условное принятие довода. «Принимаю ваш довод условно. Допустим пока, что он истинен. Какие ещё доводы вы хотите привести?» При таком условном доводе и тезис может быть доказан только условно: если истинен этот довод, то истинен и тезис.
2. Самый употребительный прием — объявление довода произвольным. Мы требуем доказательств его от противника, несмотря на то, что довод и кажется нам достоверным.
3. Оттягивание ответа.

Начать переходить на личности и пытаться обидеть собеседника — значит проиграть спор.

## Уловки в споре

### Позволительные уловки
Позволительными уловками в спорах могут считаться:
- Приостановление спора одной или обеими сторонами по уважительным причинам.
- При обострении спора и выходе спора в непозволительную фазу (нарушения), спор может быть остановлен одной (даже и неправой) стороной к своей выгоде.
- Обращение к независимому лицу или источнику с просьбой разъяснения неточностей и др.

### Грубейшие, непозволительные уловки
Грубейшими уловками в споре являются:
- Не давать оппоненту говорить, перебивать, занимать все время спора монологом.
- Игнорировать высказывания оппонента, продолжая свой монолог.
- Отход «в сторону» от темы происходящего спора с переходом на «личности» — указания на: профессию, национальность, занимаемую должность, физические пороки, психические расстройства.
- Крик и нецензурные выражения, взаимные оскорбления и оскорбления третьих лиц.
- Угрозы и хулиганские выходки.
- Рукоприкладство и драка как крайняя мера так называемого «доказательства» правоты или неправоты.
- Вмешательство в спор иных, не вовлеченных в спор, людей.
- «Палочный довод» — угроза обеспечить неприятности оппоненту.
- Притворное непонимание оппонента.
- Изображение себя «запуганной жертвой», с тем чтобы получить сочувствие публики.
- Объявление самых сильных доводов не относящимися к делу.

### Психологические уловки
- Лесть
- Демагогия
- Высокомерие, требование уважения к себе
- Шантаж
- Ставка на ложный стыд
- Личные выпады
  - «Чтение мыслей» оппонента
- Необоснованное обвинение в упрямстве
- Сравнивание чего-либо несравнимого. В этом случае рекомендуется всё же уметь объяснять разницу «между Африкой и компьютером», чтобы объяснить, почему их нельзя сравнивать.
- При сравнении чего-либо говорить, что это нельзя сравнивать (разумеется, имеется в виду — когда можно).
- Попытки вывести оппонента «из себя», эмоциональные провокации.
  - Насмешки над идеалами, эмоционально важными для оппонента.
- Загрузка восприятия оппонента многословием и спец-терминами.
- Применение ораторского мастерства (влияние на публику)
- Повторение одного и того же довода, множество раз разными словами (за исключением разве, если оппонент действительно не до конца понял довод, с просьбой его перефразировать, например, при обилии спец-терминов в доводе).
- Применение двойных стандартов

### Лживые доводы — «Мнимые доказательства»
Лживым доводом в споре является любая откровенно недостоверная информация, используемая одной из сторон (спорщиком, спорящими) с целью доказать свою точку зрения на предмет либо ситуацию.
Приведение лживого довода, как правило, является индикатором слабости позиции в споре той из сторон, которая прибегает к лживому доводу и дезинформации.
Расчет спорящей стороны при приведении лживого довода делается на недостаточную компетентность в вопросе спора другой стороны, и призван на усиление своей позиции в спорной ситуации.
Разрушение лживого довода стороной противника может быть произведено приведением независимой точки зрения, ссылками на документы по предмету спора, и др.

### Произвольные доводы
Это доводы, приводимые третьей (косвенной) стороной сторонам-спорщикам, и не имеющие яркой смысловой окраски для конкретной точки зрения на предмет спора. Произвольные доводы, как правило, не являются ни доказательствами, ни опровержениями, и в значительной мере несут смысл поверхностного суждения, мешают и отвлекают стороны-спорщики от решения спора и нахождения истины.

### Демагогия
Использование заведомо ложной, или изменённой информации для убеждения оппонента в своей правоте.